# Juan Pérez de Zurita
Juan Pérez de Zurita o menos conocido como Juan Pérez de Zorita (Cañete de las Torres de Córdoba, Corona de España, 1516 - La Plata, Virreinato del Perú, 1584) fue un militar español que participó en la conquista del actual territorio del Noroeste argentino a mediados del siglo XVI y fue nombrado como teniente de gobernador general de Santiago del Estero, subordinado a la Capitanía General de Chile, desde 1558 hasta 1561.
Se destacó por haber fundado numerosas ciudades en dicha región: Londres de la Nueva Inglaterra en 1558, Córdoba de Calchaquí en 1559, Cañete en 1560 y la ciudad de Nieva en 1561.

## Biografía

### Origen familiar y primeros años
Juan Pérez de Zurita nació en el año 1516 en la localidad de Cañete de las Torres del Reino de Córdoba, uno de los cuatro de Andalucía que formaban parte de la entonces Corona de España. Fue hijo de los hidalgos Alonso Díaz de Zurita (n. Cañete de las Torres, ca. 1486) y de Inés Fernández de Valdelomar y Córdoba (n. ca. 1496).
En 1536 inició su carrera militar. Tomó parte en las guerras de Italia y Argelia, en África, en donde estuvo al mando de una compañía. Posteriormente se unió en matrimonio con Jerónima de Mena y Saldaña.

### Viaje a la Sudamérica española
En 1550 se embarcó hacia la América española con su hermano Alonso de Zurita. Al llegar al Perú participó en las guerras civiles entre conquistadores, en las cuales formó parte de las campañas contra Girón. Más tarde, el virrey-marqués Andrés Hurtado de Mendoza nombró a su hijo García Hurtado de Mendoza como gobernador de la Capitanía General de Chile y como teniente de gobernador del Tucumán a Zurita, por lo cual cruzaron al territorio  chileno con tropas del nuevo gobernador, en 1557.

### Teniente de gobernador general de Santiago del Estero
Ese mismo año, el nuevo gobernador García Hurtado de Mendoza ordenó a Zurita llevar al lado oriental de la cordillera de los Andes, en el territorio tucumano, a 100 de sus mejores soldados y algunos sacerdotes. Además lo nombró teniente general y justicia mayor de Santiago del Estero, que estaba entonces subordinada a la Capitanía General de Chile.
Para cubrir los gastos de ese viaje, Hurtado de Mendoza ordenó al tesoro real entregarle 3200 pesos de oro. Pero en el juicio de residencia que se le efectuara posteriormente al gobernador, este argumentó que Zurita había sacado indebidamente esa suma de dinero de las cajas reales.
Arribó a Santiago del Estero en mayo de 1558 e impuso la calma en la ciudad y en los indígenas. Fue recibido favorablemente por todos. Pérez de Zurita, por otra parte, estaba animado de un espíritu ajeno a los odios y rivalidades del mayor número de los capitanes, y llegó resuelto a hacer justicia por todos, a corregir los abusos y a consumar la sumisión de los indígenas.
Su administración fue correcta, se hizo fama de gobernante considerado y emprendedor, y respetado por los naturales. Se lo conocía como el "fundador de ciudades". Trató bien a los aborígenes y los mantuvo sumisos. Organizó el comercio del Tucumán con Potosí. De esta villa se recibían ropa fina, ganado, semillas y plantas, y a cambio se enviaba desde Santiago del Estero cera, miel, grana, cochinilla y tejidos de algodón. Tras pacificar a los indígenas, Pérez de Zurita pudo fundar tres ciudades.

#### Cambio de nombre efímero a Nueva Inglaterra
El 25 de julio de 1554 se celebró en Londres, capital del Reino de Inglaterra, el casamiento arreglado entre el entonces príncipe Felipe II de España con María Tudor, la princesa inglesa. Con este matrimonio, Felipe se convirtió en rey consorte de Inglaterra, e incluso los hijos del matrimonio podrían ser reyes de ese país.
Para satisfacer a Su Majestad, el gobernador Pérez de Zurita resolvió —en honor a María Tudor— cambiarle el nombre a la provincia del Tucumán, Juríes y Diaguitas por el de Nueva Inglaterra. En la misma línea de pensamiento, resolvió también que la próxima ciudad que se fundara en esta gobernación se denominase Londres, lo que ocurriría más tarde.
La temprana muerte de María Tudor sin descendencia rompió los vínculos dinásticos entre ambos reinos, y Gregorio de Castañeda, como sucesor en la tenencia de gobierno, dejó sin efecto el nuevo nombre de la provincia. El cambio de nombre se debió, además, a que la reina Isabel, sucesora de María Tudor, promovió los ataques de corsarios ingleses a las naves españolas y a sus colonias en América, iniciando una política de enemistad permanente con España que duraría casi tres siglos.
No obstante, la ciudad de Londres conservó su nombre a través de sus sucesivas refundaciones, hasta su definitiva transformación en San Fernando del Valle de Catamarca. Tras la fundación de esta última, el paraje donde había estado Londres conservó ese nombre (que actualmente es la localidad cercana a la ciudad de Belén).

#### Fundación de ciudades

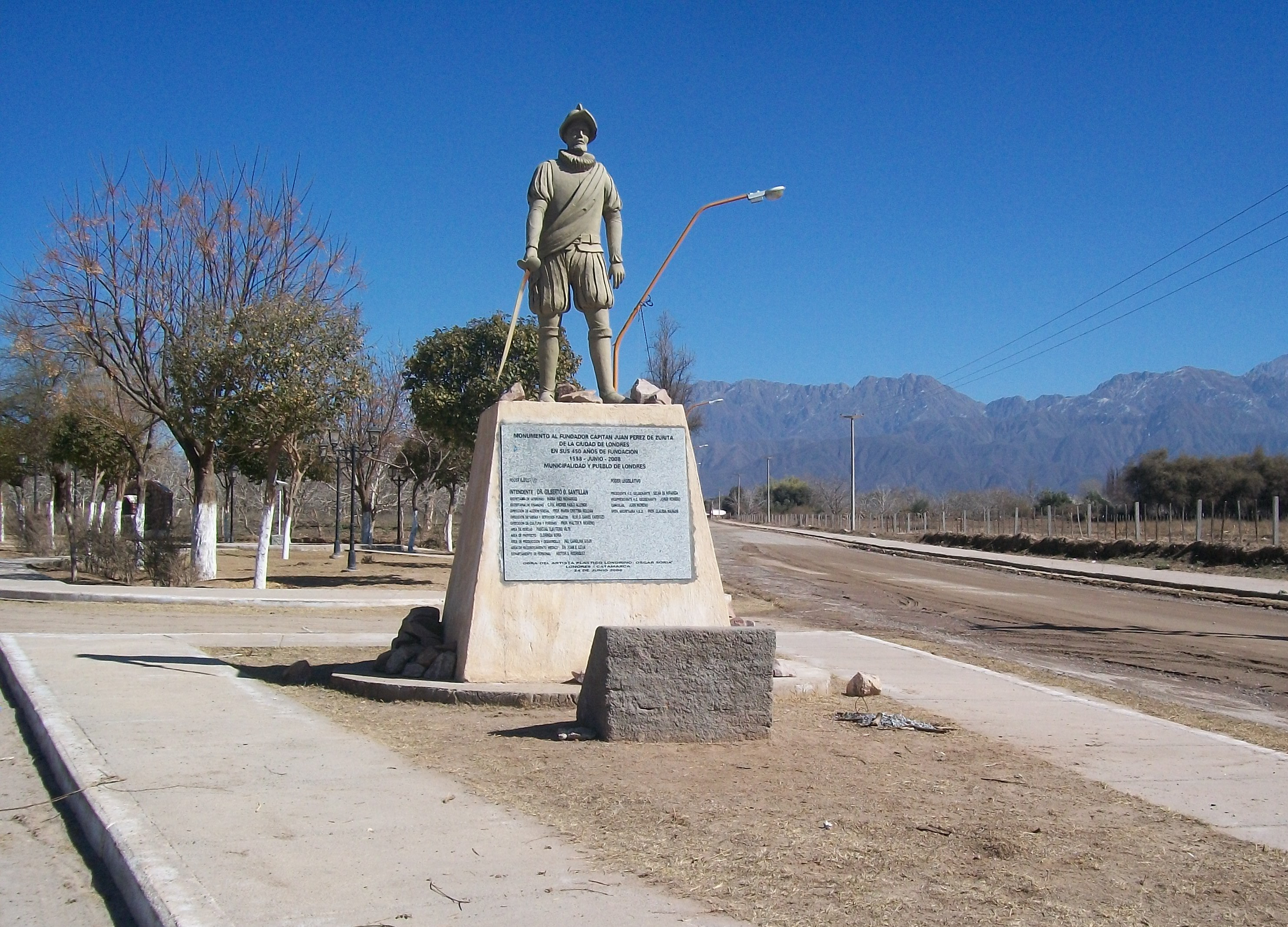
Monumento a Juan Pérez de Zurita en el acceso a Londres (Catamarca).

El 24 de junio de 1558 el teniente de gobernador Juan Pérez de Zurita fundó la ciudad de Londres de la Nueva Inglaterra, en el valle de Quimivil (actual departamento Belén, provincia de Catamarca). Este asentamiento fue trasladado en 1562, sin embargo el lugar fue repoblado en 1612. Luego volvió a trasladarse originando la actual San Fernando del Valle de Catamarca. Posteriormente ese sitio volvería a repoblarse una vez más, siendo la localidad de Londres que aún hoy persiste.
En 1559 fundó la ciudad de Córdoba de Calchaquí en los valles homónimos, a 40 leguas de Londres, pero fue destruida en 1562.
En 1560 fundó la ciudad de Cañete, en el actual territorio de la provincia argentina de Tucumán, que fue abandonada dos años después debido a los ataques de los indígenas durante la Primera Guerra Calchaquí. 
Para esas tres ciudades el gobernante había elegido lugares estratégicos, lo que demuestra su talento para ello. Londres —en la zona de la actual Belén— y viniendo desde el Paso de San Francisco, estaba en el camino entre Chile y Santiago del Estero, y podía auxiliar a Cañete y a Córdoba en caso de ataques.
Córdoba de Calchaquí estaba ubicada en el Camino de Santiago del Estero a Charcas y Lima, enclavada en el corazón del valle, que serviría para pacificar a los belicosos indígenas de la zona y hubiera sido de punto de apoyo a las futuras fundaciones de las ciudades de Salta y Jujuy.
Cañete, por su parte, estaba ubicada donde se encontraba la ciudad de El Barco I y servía de avanzada para proteger las caravanas y expediciones que pasaran por los valles calchaquíes hacia Santiago del Estero. Las tres ciudades mencionadas constituían un sistema de fortificación triangular, de defensa mutua, como también de Santiago del Estero. Ello demuestra la pericia militar de Zurita, aunque no pudo colocar más de 20 soldados en cada una de esas ciudades.
Por ese último motivo, Francisco de Aguirre lo criticó, afirmando que los diaguitas se rebelaron por su mal gobierno, que por haber hecho muchos pueblos habiendo poca gente española, los indígenas se atrevieron a alzarse y mataron muchos de ellos. En cierta oportunidad se sublevaron unos 6000 indígenas y mediante un ataque con 50 jinetes, Pérez de Zurita logró dispersarlos.
En la orilla septentrional del río Chico o Xibi Xibi, ubicado al sur del río Grande, Pérez de Zurita fundó la ciudad de Nieva el 20 de agosto de 1561 (en honor al virrey-conde de Nieva Diego López de Zúñiga y Velasco). Esta sería la primera Jujuy, que fue trasladada en 1562 y finalmente destruida por los aborígenes en 1563. Posteriormente en la confluencia de los ríos Grande y Xibi Xibi, el vasco-español Pedro Ortiz de Zárate, un poblador de la desaparecida Nieva, fundó el 13 de octubre de 1575 la aldea española de San Francisco de Álava —la segunda Jujuy— llamándola así en honor a su provincia natal homónima. Este asentamiento sólo duraría siete meses por incendiarse.
Actualmente en el lugar donde fundó Zurita la ciudad, se encuentra el barrio Ciudad de Nieva de la ciudad de San Salvador de Jujuy (la cual sería fundada el 19 de abril de 1593 por el conquistador vasco-español Francisco de Argañarás y Murguía, primer teniente de gobernador de Jujuy de 1594 a 1596).
Bajo la tenencia de gobierno de Castañeda, los aborígenes de los valles se levantaron al mando del cacique Juan Calchaquí y en octubre de 1562, Cañete y Londres fueron despobladas, luego sucedió lo mismo con Córdoba de Calchaquí el 22 de noviembre del mismo año, y por último, la ciudad de Nieva fue trasladada en ese año y abandonada a mediados de 1563, quedando así destruidas estas localidades españolas.

#### Otras medidas de gobierno
Pérez de Zurita repitió lo que otros gobernantes hicieron: quitó los repartimientos de aborígenes que Aguirre había concedido a sus capitanes, para luego entregarlos a sus amigos, reservándose una encomienda para sí. En una presentación dirigida al rey en 1577, fechada en Cuzco, Pérez de Zurita le manifestaba que:

"Fui a conquistar, pacificar y poblar las provincias del Tucumán, Juríes y Diaguitas, y a tener en paz y justicia la ciudad de Santiago del Estero que por otro nombre se llamaba del Barco."

Cuando García Hurtado de Mendoza se estaba por retirar del cargo de gobernador de Chile y advirtiendo Pérez de Zurita que esa circunstancia le haría fenecer sus títulos, le solicitó al virrey del Perú Andrés Hurtado de Mendoza que se los revalidara, pedido al cual accedió y lo confirmó en el cargo de justicia mayor del Tucumán en 1560.
En 1561, cuando trascendió que en Chile habían removido del cargo al gobernador García Hurtado de Mendoza, los habitantes de Londres se sublevaron en contra de Pérez de Zurita, pretendiendo reemplazarlo por Francisco de Aguirre, por lo que Pérez de Zurita reprimió severamente la rebelión y mandó ahorcar a sus dos cabecillas, uno de ellos Rodrigo de Aguirre, sobrino del conquistador.
Antes había sofocado y castigado con severidad a Juan de Berzocana, teniente de Santiago del Estero. El nuevo gobernador estaba enemistado con Francisco de Aguirre y tenía como sus aliados a Diego de Heredia y Juan de Berzocana, quienes más tarde tomarían el Cabildo tras la detención de Aguirre en 1566.
Tiempo después, al asumir en Chile el nuevo gobernador Francisco de Villagra mandó a apresar a Zurita desconociendo el nombramiento virreinal, ya que según su criterio al ser un territorio subordinado debería ser nombrado por una autoridad chilena. De esta manera, Zurita fue enviado de vuelta al lado occidental de la cordillera y fue remplazado por Gregorio de Castañeda en el cargo de teniente de gobernador general de Santiago del Estero. Castañeda lo privó de las encomiendas de indígenas que poseía y se las otorgó a Francisco Godoy, el yerno de Aguirre.

### Corregidor interino de La Paz
Sin embargo, el tiempo reivindicó a este bravo capitán y buen administrador. En 1564 prestó en Chile importantes servicios en la guerra contra los araucanos y Pedro de Villagra lo ascendió a maestre de campo general. En 1565 el gobernador Rodrigo de Quiroga le encargó que explorara hasta el Estrecho de Magallanes.
Posteriormente el virrey Francisco de Toledo lo designó corregidor interino de La Paz en marzo de 1569, y al llegar al territorio se encontró con contiendas armadas que no logró sofocar. Al poco tiempo la Real Audiencia de Charcas lo retiró del corregimiento.

### Gobernador de la provincia de Santa Cruz de la Sierra
Por provisión virreinal, Pérez de Zurita fue nombrado el 2 de noviembre de 1571 como gobernador de Santa Cruz de la Sierra, con la misión de refundar dos ciudades destruidas por los chiriguanos y castigar a estos últimos. Recién llegó a destino para ocupar el cargo, con su esposa, a principios de 1572 pero la política aplicada en el territorio durante un año lo enemistó con los cruceños, que lo destituyeron a principios de 1573.
Seguiría nominalmente en el puesto representado por los alcaldes ordinarios de primer y segundo voto: Antonio de Sanabria y Juan Vázquez de Barrade, hasta que el virrey Toledo ordenó su regreso al puesto, hecho que fue concretado recién en julio de 1575. Ante la llegada del nuevo gobernador Lorenzo Suárez de Figueroa, se le hizo un recibimiento solemne por parte de los mismos alcaldes el 3 de julio de 1581.

### Corregidor de Tarija
A finales de 1581 fue designado en el cargo de corregidor de Tarija en la nominal provincia de Charcas, en reemplazo de Luis de Fuentes y Vargas —primero en el cargo, fundador de la ciudad homónima y al cual le hizo un juicio de residencia— y se le asignó una buena encomienda de aborígenes.

### Fallecimiento
En sus últimos años Juan Pérez de Zurita residió en La Plata del corregimiento de Potosí en Charcas, y muy probablemente falleció allí después de 1585.